# لیته (استان)
لیته (Leyte) یکی از استان‌های کشور فیلیپین است. این استان در خاور این کشور قرار گرفته است و بخشی از جزیره‌های ویسایا به شمار می‌رود.
مرکز این استان شهر تاکلوبان است. جمعیت آن حدود یک میلیون و ششصد هزار نفر است. مساحت این استان پنج هزار و هفتصد کیلومتر مربع است .